# Houshim
Houshim ou Shouham est le fils sourd et muet de Dan fils de Jacob. Ses descendants s'appellent les Shouhamites.

## Famille de Houshim
Houshim ou Shouham est le fils de Dan,.

## Houshim en Égypte
Houshim part avec son père Dan et son grand-père Jacob pour s'installer en Égypte au pays de Goshen dans le delta du Nil.
La famille des Shouhamites dont l'ancêtre est Shouham ou Houshim sort du pays d'Égypte avec Moïse,.

## Houshim et Ésaü
Houshim le fils sourd et muet de Dan décapite Ésaü qui refuse que Jacob soit enterré dans la grotte du champ de Makpéla,,,.